# Thompsoniana udei
Thompsoniana udei är en skalbaggsart som först beskrevs av Schmidt 1922.  Thompsoniana udei ingår i släktet Thompsoniana och familjen långhorningar. Inga underarter finns listade i Catalogue of Life.